# Charlotte de Mecklenburg-Strelitz
Charlotte de Mecklenburg-Strelitz (19 mai 1744 – 17 noiembrie 1818) a fost regină a Marii Britanii, soția regelui George al III-lea al Regatului Unit.
Regina Charlotte a fost patroană a artelor, printre alții susținându-i pe Johann Christian Bach și Wolfgang Amadeus Mozart. Era botanist amator și a ajutat la fondarea Kew Gardens. George al III-lea și regina Charlotte au avut 15 copii.

## Primii ani

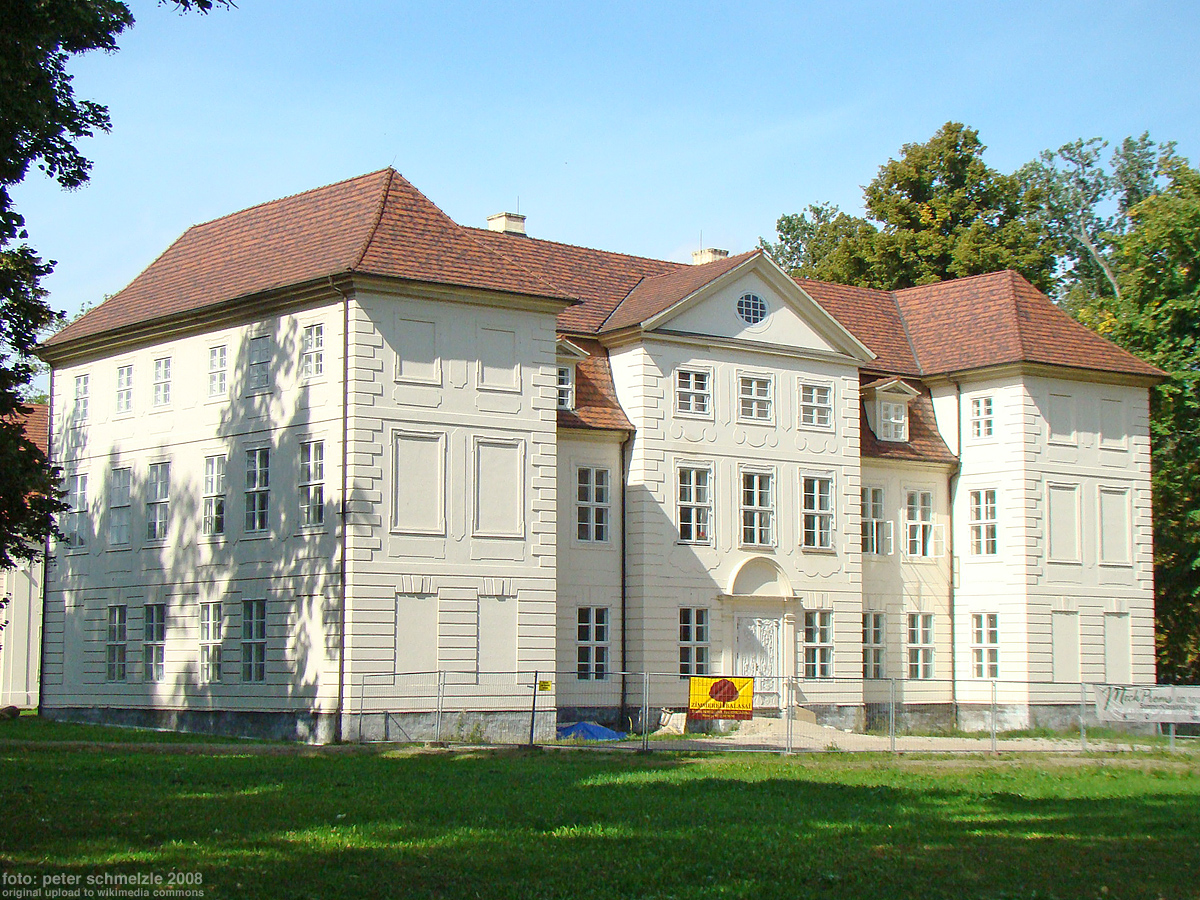
Locul de naștere al Charlottei, Schloss Mirow

Sophia Charlotte s-a născut la 19 mai 1744. A fost fiica cea mică a Ducelui Carol Ludwig Frederick de Mecklenburg-Strelitz și a soției lui, Prințesa Elizabeth Albertine de Saxa-Hildburghausen. A fost nepoata lui Adolf Frederick al II-lea, Duce de Mecklenburg-Strelitz și a celei de-a treia soții, Christiane Emilie Antonie, Prințesă de Schwarzburg-Sondershausen. Fratele vitreg mai mare al tatălui ei, a domnit din 1708 până în 1753 ca Adolf Friedrich al III-lea.
Toți copii ducelui s-au născut la Schloss Mirow, un conac de la țară. Viața de zi cu zi la Mirow era ca a unei familii simple de gentlemani. Dimineața era dedicată studiului și instruirii în lucru manual, broderie și dantelărie în care fetele erau foarte abile. Au primit o educație admirabilă iar sub îndrumarea mamei le-au fost fundamentate principiile religioase. Mai târziu au avut ca tutore pe M. Gentzner, un ministru luteran care deținea cunoștințe de botanică, mineralogie și știință.

## Căsătorie

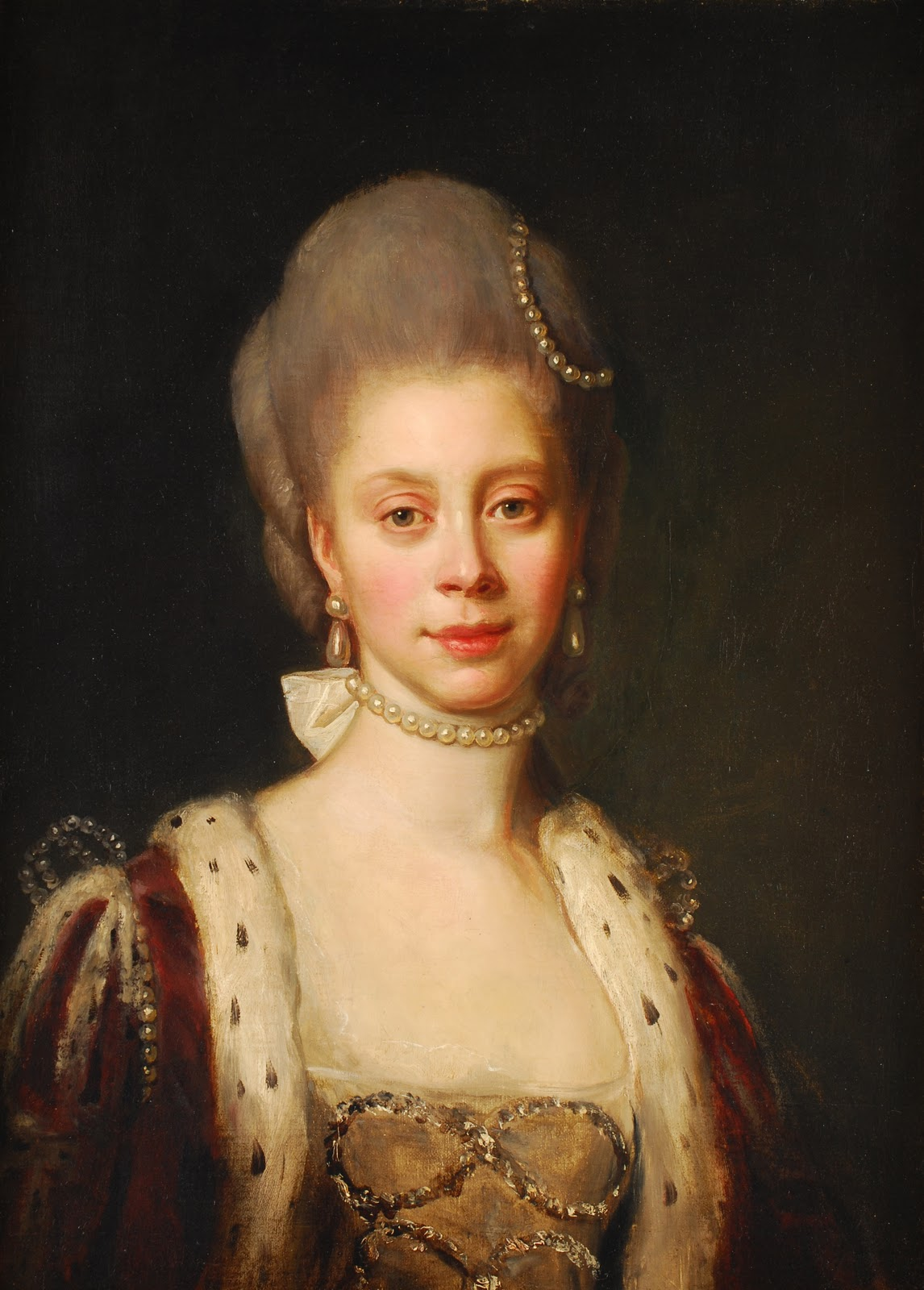
Charlotte Sophia de Mecklenburg-Strelitz, 1763.

După decesul regelui George al II-lea și urcarea pe tron a nepotului său, George al III-lea, s-a considerat că este timpul ca George să-și caute o mireasă care să poată să îndeplinească toate îndatoririle poziției sale.
Colonelul Graeme, care a fost trimis la diferite curți germane cu misiunea de investigare a raportat despre farmecul caracterului și calitățile pe care le poseda Prințesa Charlotte în vârstă de 17 ani. Potrivit uzanțelor, în iulie 1761, regele a anunțat Consiliul intenția de a se căsători cu Prințesa iar Lordul Hardwicke a fost expediat la Mecklenburg pentru a-i cere mâna în numele regelui. Charlotte a sosit la Palatul St. James la 7 septembrie 1761. A doua zi, a avut loc ceremonia nunții efectuată de arhiepiscopul de Canterbury, Thomas Secker.
Mariajul a fost unul fericit, în ciuda trecutului amoros al soțului ei și a lipsei de simpatie a soacrei sale iar aparent, regele n-a fost niciodată infidel. Au avut 15 copii din care doi - Octavius și Alfred -  nu au ajuns la maturitate. De-a lungul timpului, ea s-a bucurat de o putere considerabilă în regat însă n-a abuzat niciodată.
Regele și regina s-au mutat la Casa Buckingham la capătul vestic al parcului St James, care mai târziu va fi cunoscută sub numele de Palatul Buckingham. Casa care a fost construită pentru Ducele de Buckingham în 1703 a fost vândută de un descendent al ducelui, Sir Charles Sheffield, în 1761 regelui George al III-lea pentru 21.000 £ (3.000.000 £ în 2010) Paisprezece din cei cincisprezece copii ai cuplului s-au născut la Casa Buckingham. Reședința oficială a rămas Palatul St. James.

## Patroană a artelor
George al III-lea și regina Charlotte erau cunoscuți cunoscători ai muzicii și admiratori pasionați ai lui George Frideric Handel. Amândoi aveau gusturi germane și au acordat onoruri speciale artiștilor și compozitorilor germani.
În 1764 Wolfgang Amadeus Mozart, atunci în vârstă de opt ani, a sosit în Marea Britanie cu familia sa unde a rămas din aprilie 1764 până în iulie 1765. Familia Mozart a fost chemată la curte la 19 mai unde au cântat în fața unui cerc limitat timp de patru ore. Johann Christian Bach, al unsprezecelea fiu al marelui Johann Sebastian Bach, care era music-maestru al reginei a pus în fața băiatului lucrări dificile din Handel, Bach și Abel. Amadeus le-a cântat pe toate iar cei prezenți au fost destul de uimiți. Apoi a acompaniat-o pe regină într-o arie pe care ea a cântat-o și a cântat o lucrare solo la flaut.
La 29 octombrie ei au fost invitați din nou la curte pentru a sărbători a patra aniversare a ascensiunii la tron a regelui. Leopold Mozart a publicat șase sonate compuse de Wolfgang Amadeus și au fost dedicate reginei la 18 ianuarie 1765, dedicație pe care ea a răsplătit-o cu 50 de guinee.